# Постоянное представительство Армении при СНГ
Постоянное представительство Армении при Содружестве Независимых Государств (арм. ԱՊՀ-ում Հայաստանի մշտական ներկայացուցչություն) — дипломатическое представительство Армении в Содружестве Независимых Государств (СНГ), располагается в Минске, Белоруссия. Постоянное представительство также является посольством Армении в Белоруссии.

## История

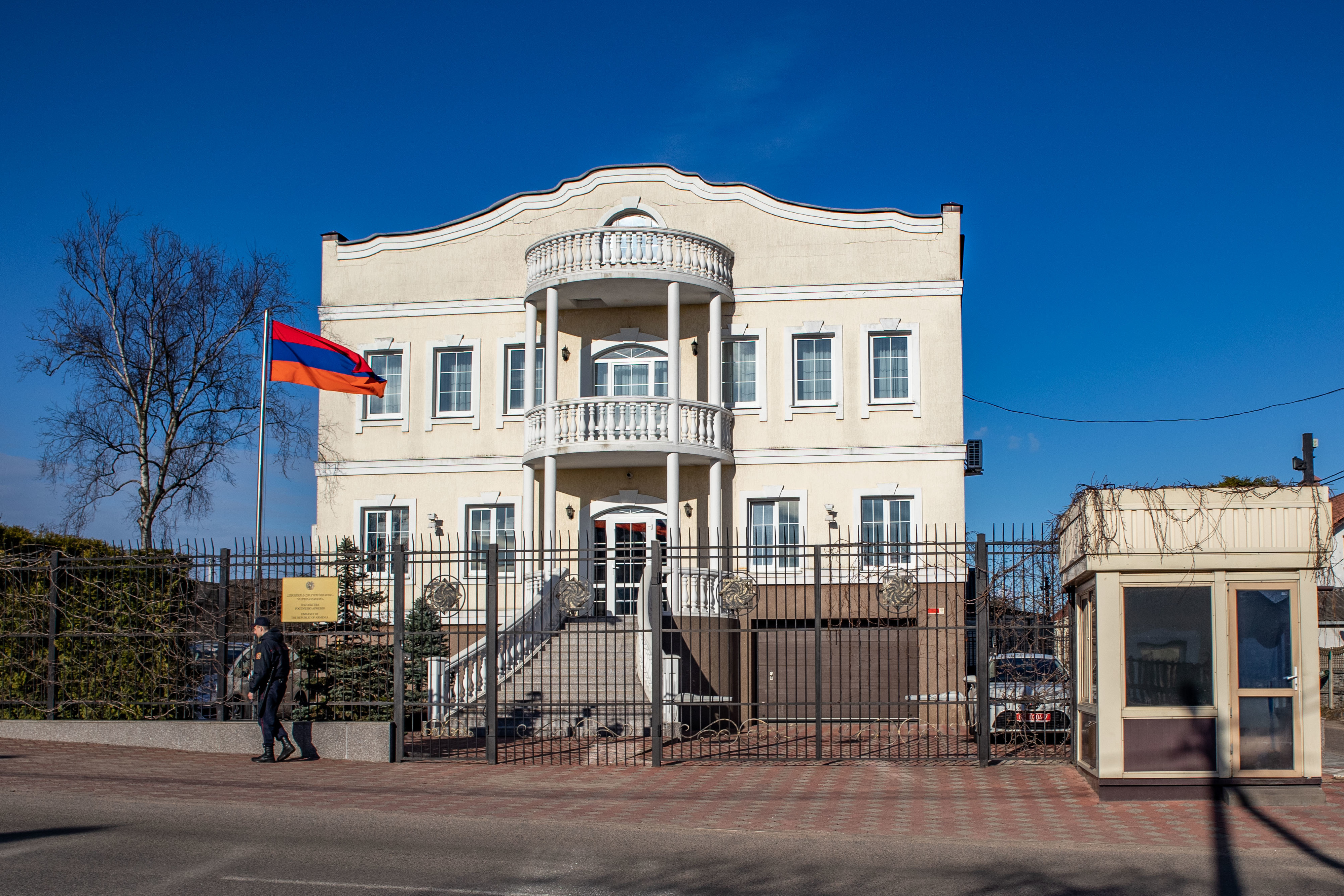
Посольство Армении в Минске

Армения стала одним из государств-основателей СНГ и подписала соглашение о создании 21 декабря 1991 года. Постоянное представительство Армении при СНГ было создано для содействия более тесным связям между Арменией, СНГ и государствами-членами СНГ. Представительство поднимает вопросы и проблемы, связанные с Арменией, в СНГ и организует дипломатические встречи. Постоянное представительство также аккредитовано как посольство Армении в Белоруссии. Посольство было открыто 1 июня 2013 года. Посольство Армении в Белоруссии часто организует мероприятия между армянскими организациями и членами общины с белорусскими властями.

## Постоянный представитель
С 13 сентября 2021 года главой постоянного представительства Армении при СНГ является Размик Хумарян, который также является послом Армении в Белоруссии.